# Motorsturz
Der Motorsturz bezeichnet bei Modellflugzeugen die Neigung der Propellerwelle nach unten.
Der Motorsturz soll bei Flugzeugen, bei denen die Tragflächen höher angeordnet sind als der Motor (Schulterdecker, Hochdecker), verhindern, dass das Modell je nach Motorleistung mehr oder weniger nach oben zieht. Grund für das Hochziehen ist, dass der Zugpunkt des Motors unterhalb des Widerstandsmittelpunktes des Modells liegt und damit ein Drehmoment um die Querachse ausübt. Besonders kleine und leichte Modelle, die zudem noch ein Tragflächenprofil mit einem sehr hohen Auftriebskoeffizient besitzen, benötigen einen sehr großen Motorsturz. Ohne diesen Motorsturz würden die Flugzeuge unter Motorkraft im Gegensatz zum Gleitflug ohne Motor zu steil nach oben steigen und durch die zu geringe Geschwindigkeit einen Strömungsabriss erleiden, was ohne vorherige Gegenmaßnahme („Drücken“) zum Absturz führen würde.